# Кяна
Кяна́ (Кине́, лит. Kena, Kinė) — деревня в Литве в 27 км к востоку от Вильнюса, в 9 км от границы с Белоруссией. Относится к Вильнюсскому району. Административно входит в состав Кальвяляйского староства.
Насчитывается 385 жителей (2011). Имеется деревянный костёл Пресвятой Божией Матери Остробрамской, построенный в 1920 году.